# Verónica Riquelme
Verónica Riquelme Vargas (Chile; 12 de febrero de 1991) es una futbolista chilena que juega como delantera en Deportes Recoleta de la Primera División de fútbol femenino de Chile. Además es profesora de Educación Física.

## Trayectoria
Comenzó su carrera haciendo divisiones inferiores en Universidad de Chile donde permaneció hasta los 16 años, en 2009 juega en Unión Española donde juega en 3 periodos, 2009 - 2012, 2014 - 2016 y 2019, todas dichas temporadas las jugó en la Primera B femenina, tuvo un breve paso en Everton en dicho club jugó partidos de Copa Libertadores Femenina, también tuvo 2 pasos en Palestino, 2016 - 2018 y  2020 - 2021.
En su primeros pasos jugando en Unión Española el club le dio una beca de estudios en la Universidad SEK Chile[cita requerida], donde logró estudiar y egresar como Profesora de Educación Física.
Tiene pasos además por el Futsal Femenino, en su primer paso en Palestino jugó 2 versiones de la Copa Libertadores de Futsal Femenino en 2017 y 2018, también participó representando a Coquimbo Unido en el 2019. Además fue parte de “La Roja” futsal que disputó el Sudamericano Femenino de Futsal 2017 en Uruguay.
En 2022 ficha por Universidad de Chile siendo la primer refuerzo de la temporada.
En 2023 vuelve a Palestino, pero termina su contrato de forma anticipada en junio debido al despido del entrenador Claudio Quintiliani, regresando a mediados de año a Unión Española. 
A mediados del 2024, decide abandonar al cuadro femenino hispano debido a que los entrenamientos del primer equipo coincidían con sus horarios laborales. En julio de ese año se incorpora a Deportes Recoleta, club con el que asciende a la Primera División. 
Aunque en el primer semestre del 2025 no renovó en el cuadro textilero, volvió al club en la segunda parte del año con el objetivo de seguir en la máxima categoría. 

## Clubes
| Club                 | País  | Año         |
| -------------------- | ----- | ----------- |
| Unión Española       | Chile | 2009 - 2012 |
| Everton              | Chile | 2013        |
| Unión Española       | Chile | 2014 - 2016 |
| Palestino            | Chile | 2016 - 2018 |
| Unión Española       | Chile | 2019        |
| Palestino            | Chile | 2020 - 2021 |
| Universidad de Chile | Chile | 2022        |
| Palestino            | Chile | 2023        |
| Unión Española       | Chile | 2023 - 2024 |
| Deportes Recoleta    | Chile | 2024        |
| Deportes Recoleta    | Chile | 2025-       |